# Amerikai tőzegáfonya

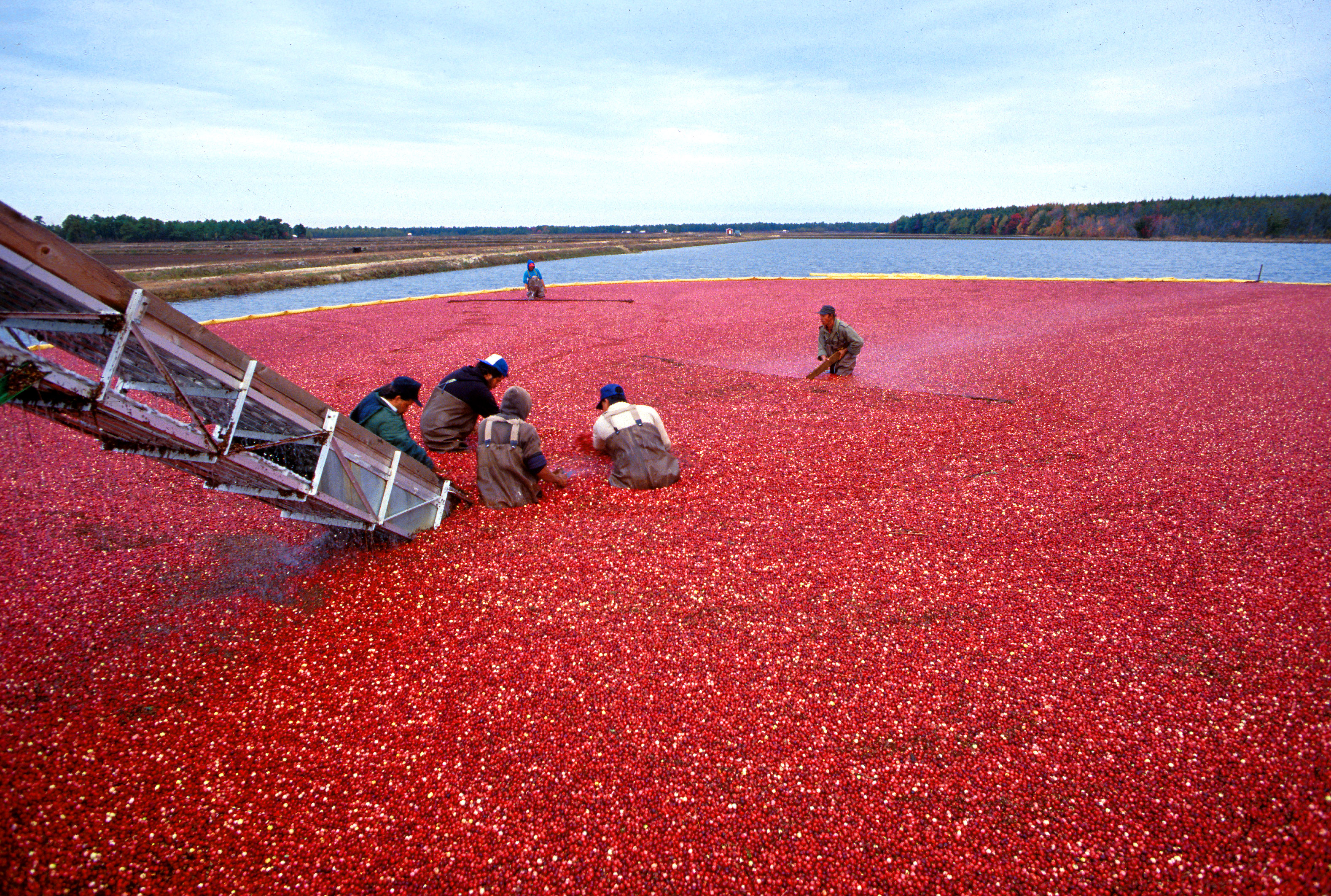
Amerikai tőzegáfonya szüretelése

Az amerikai tőzegáfonya (Vaccinium macrocarpon) a hangafélék (Ericaceae) családjába sorolt áfonya (Vaccinium) nemzetség egyik faja. Bogyótermését gyümölcsként, fűszerként és gyógynövényként is fogyasztják.

## Származása, elterjedése
Észak-Amerika keleti részén, az atlantikus–észak-amerikai flóraterületen honos, Magyarországon az 1990-es évekig ismeretlen volt.

## Megjelenése, felépítése
Kb. 10–15 cm magas törpecserje. Sárgán foltos rubinpiros gyümölcse a vörös áfonyánál nagyobb, gyümölcshúsa világosabb.

## Életmódja, termőhelye
Örökzöld. A savanyú, 4,5–5,5 pH-értékű talajt és a hűvös helyeket kedveli. Vízigénye igen jelentős. Földön kúszó indái évente akár 2 m-t is nőhetnek. Az egyes tövek akár 150 évig is elélhetnek.
Amerikában az 1800-as évek eleje óta termesztik is. Négyzetméterenként 6 növény ültetését tartják optimálisnak; így, ha az időjárás is megfelelő, kb. 1,5 kg/m² termést is hozhat. A növényt meleg időben vízpermettel hűtik. Télen jégpáncéllal védik a fagytól, de a jégréteg alatti vizet elvezetik, hogy a növény levegőzhessen. Szüret előtt 30 cm magasan elárasztják a földet, és a víz színén úszó gyümölcsöket halásszák le.

## Felhasználása
Húsa roppanó, íze enyhén fanyar. Friss gyümölcsként torták, sütemények díszítésére használatos, továbbá illik a joghurtokhoz, desszertekhez és turmix italokhoz is – az Amerikai Egyesült Államokban hálaadás napján az ünnepi étrend jóformán kötelező része. Európában az ezredfordulón vált divatossá; főként Németországban, Franciaországban és Nagy-Britanniában népszerű.
Fagyasztva kb. 1 évig használható. A termés többségéből ivólét, sűrítményt, szárítmányt, aszalvány, vagy gyümölcsteát készítenek. Szárítva a mazsolához hasonlóan használható.
Gyógynövény. Szív- és érrendszeri megbetegedések megelőzésére és antibakteriális hatása miatt a gyulladáshoz vezető bakteriális fertőzések megelőzésére, kezelésére használatos. Sok benne az antioxidáns (antocianidinek, tanninok), ezért az immunrendszert is erősíti. Húgyúti fertőzések, illetve gyulladások kezelésére kiválóan alkalmas. Étvágygerjesztőnek is ajánlják.
Az indiánok festéknek is használták.

## Rokon fajok
- Fekete áfonya (Vaccinium myrtillus)
- Vörös áfonya (Vaccinium vitis-idaea)
- Tőzegáfonya (Vaccinium oxycoccos)